# Musefu
Musefu est une ville de la province du Kasaï-Occidental en République démocratique du Congo dans le territoire de Luiza.